# Die Schlucht der Abenteuer
Die Schlucht der Abenteuer (Originaltitel: The Canyon of Adventure) ist ein US-amerikanischer Stummfilmwestern aus dem Jahr 1928 von Albert S. Rogell mit Ken Maynard in der Hauptrolle. Den Verleih übernahm First National.

## Handlung
Der spanische Adlige Don Alfredo Villegas plant, sich die Ländereien seines Nachbarn Don Miguel Castanares anzueignen. Außerdem hat er eine Heirat zwischen seinem nichtsnutzigen Sohn Luis und Don Miguels Tochter Dolores arrangiert. Unterdessen ist Steven Bancroft, ein US-amerikanischer Landmakler, auf einer Mission, um Don Miguel und andere Landbesitzer des neuen Staates Kalifornien davon zu überzeugen, ihre Ländereien bei der Regierung zu registrieren.
Nachdem Steven sich in Dolores verliebt hat, beschließt er, Don Alfredos schändlichen Plan zu vereiteln. In Begleitung seiner als Caballeros verkleideter Freunde Jake Leach und Buzzard Koke überfällt Steven die Hacienda, wo Dolores zur Heirat gezwungen werden soll. Sie befreien den gefangenen Don Miguel und übergeben Don Alfredo und seinen Sohn den Behörden. Die Hochzeit findet statt, jedoch mit Steven als Bräutigam.

## Hintergrund
Laut einer Pressemeldung vom 9. November 1927 sollte die Produktion in der Woche vom 11. November 1927 beginnen. Am 21. April 1928 wurde ein Standbild einer Außenszene der Produktion veröffentlicht. Der Drehort wies große Ähnlichkeit mit den Vasquez Rocks auf.
Harry Joe Brown war Produktionsleiter.
Da keine Kopien der sechs Filmrollen existieren, gilt der Film als verschollen.

## Veröffentlichung
Die Premiere des Films fand am 16. März 1928 in New York statt. 1929 kam er in Österreich in die Kinos.